# Kejserens nye flip
Kejserens nye flip (org: The Emperor's New Groove) er en Oscar- og Golden Globe-nomineret tegnefilm, produceret af Walt Disney Feature Animation og udgivet af Walt Disney Pictures igennem Buena Vista Distribution i USA den 10. december 2000, og i Danmark den 9. februar 2001. Det er den 39. film fra Disney Klassikere-serien, og Kejserens nye flip er en komedie til både børn og voksne. Titlen refererer til det danske eventyr Kejserens nye klæder af H.C. Andersen, selv om de to slet ikke har noget til fælles. Produceret af Randy Fullmer og instrueret af Mark Dindal over en 6-årig produktionsfase, var Kejserens nye flip markant ændret fra dens oprindelige koncept til en mere Disney-musical, som Solens Rige.
Selv om filmen ikke var helt så succesfuld, var den det dog nok til at der blev lavet en opfølger: Kejserens nye flip 2: Kronks nye flip som gik direkte-til-video, som blev udgivet i januar 2006, og tegnefilmserien Kejserens nye skole.
Filmen modtog en Oscar-nominering i kategorien: "Best Song" for My Funny Friend and Me sunget af Sting, men tabte den imod Things Have Changed fra filmen Wonder Boys af Bob Dylan.

## Handling
Filmen handler om Kuzco, den selvcentrerede unge kejser over et bjerg- og junglefyldt land, og et af hans objekter, Pacha, en simpel bonde og familiemand, som er repræsentant for hans landsby. Teenageren Kuzco er en selvudnævnt "Konge over verden", uden at være en ondskabsfuld tyran, og han har stadig det barnlige og forkælede gen i sig, som gør, at han vil have at alting går efter hans hoved. Efter at have fyret sin gamle, dinosaurlignende og magtgærrige kongelige rådgiver, Yzma (udtalt "IIIS-MA), afslører Kuzco til Pacha, at Pachas hjem (på toppen af et stort bjerg), vil blive revet ned, så Kuzco kan få bygget sin 18-års fødselsdagsgave til sig selv: et prangende sommerhus kaldet Kuzcotopia, komplet med swimmingpool og vandrutschebane. Yzma, som nu er vred over Kuzcos fyring af hende, beslutter sig nu for, sammen med sin mindre kloge og muskuløse assistent, Kronk, at forgifte Kuzco, så hun kan overtage hans plads på tronen. Men planen går galt, for i stedet for at dø, bliver Kuzco forvandlet til en lama, og Yzma befaler, at Kronk bærer Kuzco ud af byen, og smider ham i floden. Kronk finder et mindre opgør med sig selv, at han ikke kan dræbe Kuzco og han får at få fat i ham inden han drukner helt. Kronk ved nu ikke, hvad han skal gøre, snubler ned af en trappe, hvorefter sækken med Kuzco ender på ladet af den uvidende Pacha som er på vej hjem fra byen.
Hjemme fortæller Pacha kejserens forfærdelige nyhed, og da han vil sætte sit eget lama ind i dets stald, opdager han Kuzco. Kuzco er forvirret og da det pludselig går op for ham, at han er blevet til en lama, bliver han vred og går sin vej. Pacha lader Kuzco forsvinde ind i junglen, for hans samvittighed får ham til at følge efter, og derved redder Kuzco fra en flok sorte jaguarer, et forsøg som ender med at begge bliver bundet fast til en træstamme, som knækker og styrter i floden. Efter at have overlevet dette, siger Pacha at han vil følge Kuzco hjem, på den betingelse at kejseren skal bygge sit sommerhus et andet sted. Kuzco lader som om at han accepterer, og de to sætter kurs mod paladset. Kuzco begynder først virkelig at ændre sig efter at han og Pacha blev nødt til hjælpe hinanden, da de er tæt på at styrte i døden, da hængebroen de gik på, pludselig kollapsede. Kuzco ændrer sig endda så meget at han til sidst redder Pachas liv, da det jordstykke som Pacha står på pludselig brækker af klippen.
Tilbage på paladset har Yzma klaret sig igennem Kuzcos falske begravelse og nyder nu livet som kejserinde, men da Kronk ikke har det let med at lyve, opdager Yzma snart at Kuzco stadig er i live. Yzma og Kronk sætter nu efter Kuzco (og Pacha) og alle fire ender faktisk på samme restaurant uden at de lige med det samme ved det. Kuzco er med sin fine næse noget kræsen, og går derfor ud og brokker sig til kokken, i samme øjeblik som Yzma og Kronk sætter sig ved bordet bag dem. Pacha, som sidder tilbage, overhører nu Yzmas tidligere mislykkede plan med at dræbe Kuzco. Pacha stormer ud efter Kuzco, som ikke vil tro ham, men i stedet tror at Pacha ikke ønsker at Kuzco skal vende hjem. De to skilles kort efter i vrede. Kuzco kommer nu uset hen til Yzma, og overhører også Yzmas tidligere mislykkede plan, og han ved nu at Pacha talte sandt, og han når at forsvinde igen, før Yzma og Kronk opdager ham. Kuzco finder nu Pacha, som tilgiver ham, og sammen sætter de atter imod Kuzcos palads. Kuzco og Pacha når tilbage til Yzmas "hemmelige kælder", men det viser sig at trods alverdens naturlove og logisk sans, så er Yzma og Kronk allerede i kælderen, og de har nu den eneste modgift til Kuzcos tilstand. Yzam beordrer nu endnu engang, at Kronk skal dræbe heltene. Men lige inden at han dræber dem, dukker den gode og den dårlige side af Kronks personlighed op, og Kronk har nu en længere samtale med dem. Yzma bliver til sidst så utålmodig, at hun begynder at skælde ud på Kronk omkring hans lave intelligens, og til allersidst, fornærmer hans elskede madlavningshobby. Kronk skifter nu side, men hans forsøg på at dræbe Yzma mislykkes, og han ender i stedet med at falde ud af en bagdør i gulvet.
Kuzco og Pacha udnytter nu denne distrahering til at stjæle modgiften, men Yzma formår at blande modgiften med flere identiske flasker, hvorefter hun tilkalder vagterne. Imens de bliver forfulgt forsøger Kuzco og Pacha at finde den rigtige modgift, hvilket får Kuzco til at blive forvandlet til en skildpadde, en papegøje, en hval og tilbage til en lama igen. Endelig slipper de fri af vagterne, men samtidig indhenter Yzma dem. I hendes ivrighed efter at få modgiften tilbage, kommer hun til ødelægge en anden trylledrik, som forvandler hende til en lillebitte kat. Under kampen på det høje palads' ydre mure, formår Yzma at stjæle flasken tilbage, for kun at give den tilbage, da Kronk helt uventet dukker op, og slår flaske ud af hendes poter.
Kuzco bliver menneske igen og beslutter sig for at ordne al den skade han har gjort, på grund af hans tidligere opførsel. I slutningen bygger Kuzco et lille hus ved siden af Pachas, og han tilbringer sin ferie hos sin nye familie. I mellemtiden bliver natur- og dyreelskeren Kronk, spejderleder med katten Yzma som påtvunget medlem af sin spejdergruppe.

## Skuespillere
| Engelske skuespillere | Danske skuespillere | Rolle         |
| --------------------- | ------------------- | ------------- |
| David Spade           | Mads Vangsø         | Kuzco         |
| John Goodman          | Peter Aude          | Pacha         |
| Eartha Kitt           | Lisbet Dahl         | Yzma          |
| Patrick Warbuton      | Jørgen Brorsen      | Kronk         |
| Wendie Malick         | Sofie Gråbøl        | Chicha        |
| Tom Jones             | Stig Rossen         | Tema-sang-fyr |

Øvrige er: Rebecca Thomsen, Andreas Jessen, Karin Jagd, John Hahn-Petersen, Peter Røschke, Sebastian Jessen, Nis Bank-Mikkelsen, Donald Andersen, Lars Thiesgaard, Ulla Jessen

## Priser

### 2000
Las Vegas Film Critics Society Awards
- Nomineret for "Best Family Film"
- Nomineret for "Best Song": Sting med sangen "My Funny Friend And Me".

### 2001
Oscar
- Nomineret for "Best Music, Original Song": Sting og David Hartley for sangen "My Funny Friend Me"

Annie Awards
- Vandt: "Outstanding Individual Achievement for Character Animation": Dale Baer
- Vandt: "Outstanding Individual Achievement for Voice Acting by a Female Performer in an Animated Feature Production": Eartha Kitt for at lægge stemme til "Yzma".
- Vandt: "Outstanding Individual Achievement for a Song in an Animated Production": David Hartley og Sting
- Nomineret for "Outstanding Achievement in an Animated Theatrical Feature"
- Nomineret for "Outstanding Individual Achievement for Directing in an Animated Feature Production": Mark Dindal
- Nomineret for "Outstanding Individual Achievement for Music Score an Animated Feature Production": John Debney
- Nomineret for "Outstanding Individual Achievement for Production Design in an Animated Feature Production": Colin Stimpson
- Nomineret for "Outstanding Individual Achievement for Storyboarding in an Animated Feature Production": Stephen J. Anderson
- Nomineret for "Outstanding Individual Achievement for Storyboarding in an Animated Feature Production": Don Hall
- Nomineret for "Outstanding Individual Achievement for Voice Acting by a Male Performer in an Animated Feature Production": Patrick Warburton for at lægge stemme til "Kronk".
- Nomineret for "Outstanding Individual Achievement for Writing in an Animated Feature Production": Mark Dindal og Chris Williams

Black Reel Awards
- Nomineret: "Theatrical – Best Supporting Actress": Eartha Kitt

Blockbuster Entertainment Awards
- Nomineret for "Favorite Family Film"

Bogey Awards, Germany
- Vandt: "Bogey Award"

Broadcast Film Critics Association Awards
- Vandt: "Best Song": Sting og David Hartley

Casting Society of America, USA
- Vandt: "Best Casting for Animated Voiceover – Feature Film": Ruth Lambert

Golden Globe
- Nomineret for "Best Original Song – Motion Picture": Sting og David Hartley for sangen "My Funny Friend and Me".

Golden Trailer Awards
- Nomineret for "Best Animation/Family"

Grammy Awards
- Nomineret for "Best Song Written for a Motion Picture, Television or Other Visual Media": David Hartley og Sting for sangen "My Funny Friend And Me"

Kids' Choice Awards, USA
- Nomineret for "Favorite Voice from an Animated Movie": David Spade for at lægge stemme til "Kuzco"

Motion Picture Sound Editors, USA
- Nomineret for "Best Sound Editing – Animated Feature": Tim Chau, Thomas Whiting, Nils C. Jensen, David Kern, Albert Gasser, Donald Sylvester
- Nomineret for "Best Sound Editing – Music – Animation": Paul Silver

Phoenix Film Critics Society Awards
- Vandt: "Best Original Song": Sting og David Hartley med sangen "My Funny Friend and Me".
- Nomineret for "Best Animated Film"
- Nomineret for "Best Family Film"

Satellite Awards
- Nomineret for " Best Motion Picture, Animated or Mixed Media"
- Nomineret for "Best Original Song": Sting og David Hartley med sangen "My Funny Friend And Me".

Young Artist Awards
- Nomineret for "Best Family Feature Film – Animation"

## Eksterne links
| Portal | Portal:Disney |

- Kejserens nye flip på Internet Movie Database (engelsk)
- Kejserens nye flip på Filmdatabasen
- Kejserens nye flip på danskefilm.dk
- Kejserens nye flip på Scope
- Kejserens nye flip i Svensk Filmdatabas (svensk)
- Kejserens nye flip på AlloCiné (fransk)
- Kejserens nye flip på MovieMeter (nederlandsk)
- Kejserens nye flip på AllMovie (engelsk)
- Kejserens nye flip hos American Film Institute (engelsk)
- Kejserens nye flip hos Behind The Voice Actors (engelsk)
- TVGuide.com/movies: The Emperor's New Groove (Webside ikke længere tilgængelig)